# Ада дере
Ада дере или Долуада (на гръцки: Μεγάλη Άδα, Мегали Ада е село в Република Гърция, разположено на територията на дем Гюмюрджина (Комотини), област Източна Македония и Тракия.

## География
Селото е разположено на южните склонове на Родопите.

## История
Според Любомир Милетич към 1912 година село Ада дере (Ададере) е помашко селище. Към 1942 година в Ада дере живеят 50 помаци, а по данните на патриарх Кирил към 1943 година в селото има 29 помашки семейства със 101 жители.